# 김용대 (군인)
김용대(金容大, 1967년~)는 대한민국의 군인이며, 제2대 드론작전사령부 사령관이다.
육군사관학교 48기로 졸업하였고 1992년에 임관하였으며, 재직 중에는 서울대학교 국가정책과정, 국방대학교 및 육군대학 등 군사교육을 수료했다. 드론작전사령부 사령관에는 2024년에 임명되었다.
현재는 드론작전사령부 사령관의 직무가 정지된 상태이다.

## 경력
- 제2작전사령부 작전계획차장
- 방위사업청 헬기사업부장
- 드론작전사령부 사령관